# 杉村喜光
杉村 喜光（すぎむら よしみつ、3月13日 - ）は、日本の雑学ライター、ラジオパーソナリティ、作詞家、漫画家。静岡県田方郡函南町出身。
ウェブサイトや書籍上では「知泉（ちせん）」の名称を使う事が多いが、ラジオでは「うんちく王」、テレビでは「シリスギ仙人」という名前で登場することもある。

## 人物
1998年よりウェブ上やメルマガで短くまとめたわかりやすい雑学を発表し始め、メルマガはまぐまぐ雑学部門でも年間賞を受賞した事もある。それを読んだ出版社からオファーがあり「知泉」という書籍を2冊発行した。
2003年当時、テレビ朝日で放送されていた深夜番組「虎の門」の1コーナー『うんちく王決定戦』で、くりぃむしちゅーの上田晋也が単行本「知泉」に書かれている雑学を大量に暗記して優勝した事で、ネット上で騒ぎになった事もある。2004年5月21日深夜に放送された『うんちく王 慰安会』の中で、上田晋也は「うんちく王になりたかったら、知識の泉と書いて「知泉」という本を読めば、誰だってうんちく王になれるんですよ」とカミングアウトした。同番組に出演していた伊集院光のラジオ番組にも、メルマガやウェブ上に書かれていた知泉の雑学がたくさん投稿されていたとも言われる。
2005年8月に発行された唐沢俊一著『唐沢先生の雑学授業』の中に、メルマガ知泉に書かれたアントニ・ガウディの雑学がほぼそのままの形で盗用されている事が指摘されている。それ以外にも知泉で書かれていた物が多く唐沢俊一の著書に流用されている事がその後の検証で発覚している。
2013年現在、「GOGOワイド Wテツのらぶらじ」（SBSラジオ）の『2時のうんちく劇場』に出演している。
作詞家としても活動しており、2013年にSerenaのデビューシングル『ピンクの弾丸』の作詞を担当した。
2017年、三省堂よりひとりで編纂した『異名・ニックネーム辞典』を発行。

## 出演

### 現在
- SBSラジオ「GOGOワイド Wテツのらぶらじ」月 - 木曜日『2時のうんちく劇場』（電話での出演）
- 読売新聞Web「yorimo」雑学クイズ
- avex「ハイスクールシンガー」作詞
- Web雑誌電脳マヴォにて漫画連載中

### 過去
- SBSテレビ「SBSイブニングeye」金曜日『ラブいぜ!しずおか』2009年5月 - 2010年10月

## 略歴
- 1992年頃 パソコン通信で各種文章を書き始める。
- 1998年 インターネットにて自サイト「雑学庫・知泉」運営開始
- 1999年 メルマガ「雑学大作戦・知泉」発行開始
- 2003年10月10日 初の単行本『元祖「ヘェ〜」716連発 知泉（二見書房）』発行
- 2004年3月25日 単行本『元祖「ヘェ〜」939連発 知泉 PART2（二見書房）』
- 2007年4月1日 「GOGOワイド Wテツのらぶらじ」で毎週、月から木曜日の2時に「2時のうんちく劇場」レギュラー放送開始。2013年現在も出演中。
- 2007年6月1日 新書『静岡県の雑学 「知泉」的しずおか（静岡新聞社）』
- 2009年2月25日「とく報!4時ら」に出演、今川焼きについて語る。
- 2009年5月8日 「SBSイブニングeye」の金曜日の『ラブいぜ!しずおか みのりんの教えてシリスギ仙人』にシリスギ仙人というキャラクターでレギュラー出演し、SBSアナウンサー小沼みのりと共に静岡県各地の雑学を紹介する。
- 2010年1月23日 ツインメッセ静岡「ふじのくに交通安全県民フェア」生中継の『林哲司&半田健人 昭和音楽堂スペシャルin交通安全県民フェア』にゲスト出演。番組レギュラーの林哲司、半田健人に「昭和歌謡のクイズ大会!」を出題。以前より「昭和音楽堂」の原稿を担当している関係でのゲスト出演だった。
- 2010年5月21日 iPhoneの雑学アプリケーション『知泉の雑学クイズ（無料版）』をリリース。電子書籍（無料）でランキング1位を獲得。雑学やクイズでも1位を獲得する。
- 2010年8月 iPhoneアプリ『知泉の雑学クイズ』の「中学生級」「高校生級」をリリース。
- 2010年10月1日『ラブいぜ!しずおか みのりんの教えてシリスギ仙人』終了。
- 2010年11月 twitterを開始。
- 2011年3月 avex「ハイスクールシンガー」での作詞を開始
- 2011年4月 iPhoneアプリ『知泉の雑学クイズ』の「昭和歌謡編」「グルメ編」をリリース。
- 2011年7月4日「読売新聞Web：yorimo」で月&木曜日・週二回のクイズ連載が始まる（新聞連動企画）。
- 2012年7月25日 avex「ハイスクールシンガー」での楽曲がiTunesで配信開始
- 2012年2月 SBSラジオらぶらじ『うんちく劇場』1000回を突破。
- 2013年7月：メジャー作詞家として活動開始
- 2014年7月　三省堂で３年がかりで辞書を編纂する事を発表

## 著書

### 単行本
- 2003年10月10日『知泉 元祖「ヘェ〜」716連発』二見書房 ISBN 4576031775 C0076
- 2004年3月25日『知泉2 元祖「ヘェ〜」939連発』二見書房 ISBN 4576040316 C0076
- 2007年6月1日『静岡県の雑学 「知泉」的しずおか』静岡新聞社 ISBN 9784783803348 C1236
- 2013年4月23日『雑学王・知泉の日めくりうんちく劇場 5〜8月編 - 雑学カレンダー』静岡新聞社 ISBN 4783822379 ISBN 978-4783822370
- 2013年8月30日『雑学王・知泉の日めくりうんちく劇場Part2 9〜12月編 - 雑学カレンダー』静岡新聞社 ISBN 4783822417 ISBN 978-4783822417
- 2013年12月20日『雑学王・知泉の日めくりうんちく劇場Part3 1〜4月編 - 雑学カレンダー』静岡新聞社 ISBN 4783822433 ISBN 978-4783822431
- 2017年5月12日『異名・ニックネーム辞典』三省堂
- 2019年11月14日『アレにもコレにも! モノのなまえ事典』ポプラ社
- 2021年2月10日『まだある!! アレにもコレにも! モノのなまえ事典』ポプラ社
- 2022年6月15日『まだまだあった!! アレにもコレにも! モノのなまえ事典』ポプラ社
- 2022年11月28日『知泉源氏 1: 完訳漫画『源氏物語』』新評論
- 2022年12月19日『知泉源氏 2: 完訳漫画『源氏物語』』新評論

### Web漫画
- 『電脳マヴォ』・「知泉」名義（https://mavo.takekuma.jp/search.php?keywords=%E7%9F%A5%E6%B3%89 ）
- 2013年6月12日 知泉之刻 其之壱 やじきた雑学問答「アジサイ」
- 2013年7月5日 知泉之刻 其之弐 やじきた雑学問答「海水浴」
- 2013年7月12日 知泉之刻 其之参 雑学漫画「東京タワー＆吉本興業」
- 2013年7月19日 知泉之刻 其之四 雑学漫画「サザエさん」
- 2013年8月2日 知泉之刻 其之五 やじきた雑学問答「コケシ」
- 2013年8月9日 知泉之刻 其之六 やじきた雑学問答「ゴリラ」
- 2013年9月6日 知泉之刻 其之七 知泉的古事記「ふることふみ」第壱話（国造り編１）
- 2013年9月13日 知泉之刻 其之八 やじきた雑学問答「エジソン」
- 2013年9月20日 知泉之刻 其之九 やじきた雑学問答「秋」
- 2013年10月18日 知泉之刻 其之拾  知泉的古事記「ふることふみ」第弐話（国造り編２）
- 2013年11月22日 知泉之刻 其之拾壱  知泉的古事記「ふることふみ」第参話（黄泉の国編１）
- 2013年12月2日 知泉之刻 其之拾参 知泉的古事記「ふることふみ」第四話（黄泉の国編２）
- 2013年12月16日 知泉之刻 其之拾参 やじきた雑学問答「ドヴォルザーク」
- 2013年12月23日 知泉之刻 其之拾四 やじきた雑学問答「クリスマス」
- 2014年1月6日 知泉之刻 其之拾五 知泉的古事記「ふることふみ」第五話（高天原・ウケイ篇）
- 2014年2月17日 知泉之刻 其之拾六 知泉的古事記「ふることふみ」第六話（高天原・天の岩戸編１）
- 2014年3月17日 知泉之刻 其之拾六 知泉的古事記「ふることふみ」第七話（高天原・天の岩戸編２）
- 2014年4月14日 知泉之刻 其之拾六 知泉的古事記「ふることふみ」第八話（八岐大蛇編１）
- 2014年9月1日 知泉之刻 其之拾六 知泉的古事記「ふることふみ」第九話（八岐大蛇編２）
- 2014年10月10日 知泉之刻 其之拾六 知泉的古事記「ふることふみ」第十話（八岐大蛇編３）
- 2014年10月29日 知泉之刻 其之弐拾壱　知泉的古事記「ふることふみ」第拾壱話
- 2014年11月15日 知泉之刻 其之弐拾弍　知泉的古事記「ふることふみ」第拾弍話
- 2014年12月19日 知泉之刻 其之弐拾参　知泉的古事記「ふることふみ」第拾参話
- 2015年1月14日 知泉之刻 其之弐拾四　知泉的古事記「ふることふみ」第拾四話
- 2015年2月23日 知泉之刻 其之弐拾五　知泉的古事記「ふることふみ」第拾五話
- 2018年〜：Pixiv『源氏物語：完全漫画訳(https://www.pixiv.net/user/25099132/series/39769)』

## 作詞
- 2013年8月21日「ピンクの弾丸」（Serena） フジテレビ系ドラマ「ショムニ2013」主題歌 [1] ASIN B00DGYF9EO
- 2014年3月12日「Paint in Black」（東京女子流）松井寛アルバム『Mirrorball Flare + Royal Mirrorball Discotheque』収録 ASIN B00I00NJKA
- 2014年10月17日「Say long goodbye」（東京女子流）限定発売アナログレコード盤
- 2014年12月10日「Say long goodbye」（東京女子流）シングル
- 2015年3月11日「加速度」（東京女子流）シングル「Stay with me」c/w
- 2015年12月23日「Dear Friend」（東京女子流）アルバム『REFLECTION』

### 作詞（ハイスクールシンガー）
- 2011年3月 avex「ハイスクールシンガー」1曲目『ごめんね』リリース
- 2011年4月 avex「ハイスクールシンガー」2曲目『青空 Beautiful Days』リリース。
- 2011年9月09日 avex「ハイスクールシンガー」3曲目『唇の記憶』歌唱：AKANE
- 2011年9月21日 avex「ハイスクールシンガー」4曲目『流星』歌唱：RYU
- 2011年9月28日 avex「ハイスクールシンガー」5曲目『Let's Groovin'』歌唱：瑳蘭
- 2011年10月12日 avex「ハイスクールシンガー」6曲目『天使のリング』歌唱：栞
- 2011年10月19日 avex「ハイスクールシンガー」7曲目『憂鬱な檸檬』歌唱：KAZU
- 2011年10月19日 avex「ハイスクールシンガー」8曲目『約束の日』歌唱：るる
- 2011年10月26日 avex「ハイスクールシンガー」9曲目『Four seasons』歌唱：カナエ
- 2011年10月26日 avex「ハイスクールシンガー」10曲目『迷宮のダイヤモンド』歌唱：megumi.
- 2011年11月30日 avex「ハイスクールシンガー」11曲目『La La Luu』歌唱：YURiAAA
- 2011年12月21日 avex「ハイスクールシンガー」12曲目『100万粒の涙』KAoRi
- 2012年1月11日 avex「ハイスクールシンガー」13曲目『my truth』真紀
- 2012年3月28日 avex「ハイスクールシンガー」14曲目『タキオン』YOSHIKI
- 2012年4月11日 avex「ハイスクールシンガー」15曲目『瞳はそらさない』刹那
- 2012年5月16日 avex「ハイスクールシンガー」16曲目『涙のかけら達』くまにょん
- 2012年6月06日 avex「ハイスクールシンガー」17曲目『僕はあなたの味方』kazu
- 2012年6月27日 avex「ハイスクールシンガー」18曲目『瑠璃色の坂道』Yuna
- 2012年7月25日 ハイスクールシンガーの曲がiTunesで配信スタート
- 2012年09月26日 avex「ハイスクールシンガー」19曲目『一緒に、明日も』近金幸太郎
- 2012年11月07日 avex「ハイスクールシンガー」20曲目『Two of us』aya.
- 2012年00月00日 avex「ハイスクールシンガー」21曲目『ムゲンノミライ』松田あやか
- 2012年00月00日 avex「ハイスクールシンガー」22曲目『青空ふたりきり』
- 2013年02月06日 avex「ハイスクールシンガー」23曲目『甘い妄想　-sweet delusion-』紗冬
- 2013年03月27日 avex「ハイスクールシンガー」24曲目『Incomplete moon』miu
- 2013年04月10日 avex「ハイスクールシンガー」25曲目『KISSチョコ』平野里菜（from.乙女の純情）
- 2013年04月24日 avex「ハイスクールシンガー」26曲目『新しい風』佐藤友祐
- 2013年10月02日 avex「ハイスクールシンガー」27曲目『さよならペシミスト』相田あすか
- 2013年12月04日 avex「ハイスクールシンガー」28曲目『遙かなる願い』樋口綾乃
- 2014年05月14日 avex「ハイスクールシンガー」29曲目『はつこい』穂乃香
- 2015年04月01日 avex「ハイスクールシンガー」30曲目『流れ星と口笛』大里薫

### 作詞（OLシンガー）
- 2013年09月01日：作詞01：OL Singer「So What?」歌・＆asuka
- 2013年09月01日：作詞02：OL Singer「Swany Dance」歌・Philia
- 2013年09月25日：作詞03：OL Singer「ドミノ」歌・金子仁実
- 2013年09月25日：作詞04：OL Singer「Good Celebration」高山三由紀
- 2013年10月30日：作詞05：OL Singer「約束の地 -Promised Land-」歌・嘉数ゆり

## 関連著書
- 2013年4月11日 國本良博著『くんちゃんのはなしのはなし』マイルスタッフ ISBN 978-4-8443-7557-9（同梱DVD内楽曲の作詞「らぶらしぃ」「±0」）

## テレビ
- 2019年2月19日：ABC朝日放送『雨上がりのＡさんの話』異名・ニックネーム
- 2019年2月21日：MBS毎日放送「コトノハ図鑑」異名・ニックネーム
- 2019年10月20日：MBS毎日放送「コトノハ図鑑」異名・ニックネーム（２）
- 2020年1月26日：テレビ朝日「じもキャラGP ～お笑い怪獣と異名さん～」